# 朱汉桥
朱汉桥（1962年3月—），湖南双峰人，汉族，中华人民共和国政治人物、第十一届全国人民代表大会湖北地区代表。

## 生平
毕业于华中科技大学工商管理专业，是中共党员。曾经于2013年至2018年担任湖北省农垦事业管理局局长。2008年担任全国人大代表，任期5年。2018年11月，出任湖北省交通运输厅党组书记、厅长。2022年3月，卸任省交通运输厅厅长职务。卸任後成为湖北省人大常委会委员、民族宗教侨务外事委员会主任委员，直到2024年被湖北省纪委监委纪律审查、监察调查，同年12月，湖北省纪委监委将其开除党籍和公职。